# Gerald Erich Tauber
Gerald Erich Tauber  (hebräisch ג'רלד אריך טאובר; geboren 31. Oktober 1922 in Wien; gestorben 1. Januar 1989 in Israel) war ein israelischer Astrophysiker.

## Leben
Gerald Tauber war ein Sohn des Juristen und Schriftstellers Friedrich Tauber und der Helene Kreidl.
Er besuchte ab 1932 ein Gymnasium in Wien, das er nach dem Anschluss Österreichs im Februar 1938 mitten im Schuljahr wegen rassistischer Verfolgung verlassen musste. Er wurde im März 1939 mit einem Kindertransport nach England in Sicherheit gebracht und arbeitete zunächst in der Landwirtschaft. Im Mai 1940 wurde er als Enemy alien interniert und im Juni 1940 nach Kanada deportiert. Seine Eltern wurden 1942 im KZ Auschwitz vergast.
Tauber arbeitete 1941/42 als Tutor für Mathematik an einer Berufsschule der jüdischen Organisation ORT in Saint Paul (Quebec) und engagierte sich auch danach in der jüdischen Jugendarbeit. Er begann ein Physik-Studium an der University of Toronto, nebenher arbeitete er an der Bishop Strachan School in Toronto. Nach dem B.A. setzte er das Studium 1946 an der University of Minnesota fort und war dort als teaching assistant eingesetzt. Er machte 1947 einen M.A. und wurde 1951 promoviert. Er hatte von 1952 bis 1954 eine Post doc fellowship beim National Research Council of Canada in Toronto und ging wieder in die USA als Assistant Professor an die Case Western Reserve University nach Cleveland. Er heiratete 1956 Lydia Rudolen, die 1931 in Hannover geboren wurde und 1939 in die USA fliehen konnte, sie haben drei Kinder. 1958 wurde er Associate Professor und 1961 Full Professor. Er war Mitglied des Vorstands der Hillel-Foundation. Ab 1965 war er Gastprofessor an der Universität Tel Aviv und wurde dort 1968 als Professor angestellt.
Tauber konzentrierte sich in seiner Arbeit zunächst auf Fragen der Kernphysik und später der Relativitätstheorie und der Astrophysik.

## Schriften (Auswahl)
- Scientific endeavor of Israel: teaching, research, resources. Herzl Press, 1962
- Albert Einstein's Theory of General Relativity. New York : Crown Publishers, 1979
- Mans View of the Universe: A pictorial History. New York : Crown Publishers, 1979
- Einstein on Zionism, Arabs and Palestine : a collection of papers, letter, and speeches in English, Hebrew and Arabic. Tel Aviv University, 1979
- Man and the Cosmos. New York : Greenwich House, 1979
- Relativity: From Einstein to Black Holes. Franklin Watts Inc., 1988
- Errol Gotsman, Gerald Tauber (Hrsg.): From SU(3) to Gravity. Festchrift, in Honor of Yuval Ne’eman.  Cambridge University Press, 1985